# Église Saint-Léger de Kolbsheim
Pour les articles homonymes, voir Église Saint-Léger.
L'église Saint-Léger de Kolbsheim est une église simultanée du Bas-Rhin. La première église, entourée d'un cimetière, est devenue simultanée dès 1691. En mauvais état, elle a été remplacée en 1768  par l'église actuelle, insérée entre des bâtiments et qui reprend sensiblement la même disposition intérieure. 

## Histoire
Kolbsheim étant un village à très forte majorité protestante, n’a pas d’église catholique, mais a eu successivement deux églises protestantes. Les seigneurs du village ont introduit la Réforme à Kolbsheim en 1567. L'église catholique, dont la date de construction n'est pas connue, mais qui a sans doute été bâtie au Moyen Âge, a alors été affectée au culte protestant. Le simultaneum y a été instauré en 1691 parce qu’une famille catholique s’était installée près du canal de la Bruche, dans la vallée, en contrebas du village. Situé sur un terrain instable, le bâtiment dut être démoli et la construction d’une nouvelle église fut entreprise en 1767. Aujourd'hui toujours simultanée, l'église actuelle est insérée dans le bâti de la rue de la Division Leclerc. 

## La première église
Dédiée à saint Léger, la première église était implantée en travers de la forte pente descendant du village vers la Bruche. Des dessins et un plan réalisés par l'architecte Le Mire en 1766 sont les seuls documents représentant ce lieu de culte. Ils permettent de constater que le plan au sol du bâtiment était un simple rectangle, d'environ 25 × 8 m, orienté est-ouest, d'où s'élevait un clocher-tour à toit en bâtière, dans lequel étaient percées en hauteur des ouvertures en plein cintre de style roman  et, à la base, des fenêtres à arcature gothique. Le dessin ancien montre une série d'ouvertures carrées dans le mur gouttereau sud. Tout autour s'étendait le cimetière, qui a été utilisé jusqu'au XIXe siècle ; plusieurs stèles funéraires, aux inscriptions encore lisibles, se dressent sur ce terrain enclos.
Les fidèles descendaient du village à l'église par une ruelle pentue, puis par des marches aménagées dans le cimetière pour arriver sous un auvent abritant le portail. Grâce au plan de 1766, l'aménagement de l'église peut être décrit avec précision. Dans la nef étaient placées deux rangées de bancs ; du côté sud se trouvait, en hauteur, la tribune seigneuriale, à laquelle l’on accédait par un escalier extérieur. Au fond de la nef étaient placées la chaire et la table de communion protestante. Dans le chœur carré, réservé aux catholiques et surmonté par le clocher, se trouvaient l'autel et un confessionnal, de même que la porte d'accès à la sacristie. Utilisés par les deux confessions, les fonts baptismaux avaient été placés entre les espaces dévolus à chacune d'elles.

## Décider d'une reconstruction
Vers 1760, le clocher présentait sur toute sa hauteur d'énormes fissures, certainement provoquées par des mouvements du sous-sol. L'église avait en effet été implantée, non seulement en travers d'une forte pente, mais aussi non loin d’une faille géologique. L'état désastreux du bâtiment était connu depuis longtemps, mais le grand nombre de propriétaires concernés avait toujours fait différer une prise de décision au sujet d'une éventuelle reconstruction. Au début du XVIIIe siècle, la seigneurie de Kolbsheim était en effet répartie entre au moins six propriétaires, dont aucun ne possédait plus du quart du village. À l’introduction de la Réforme, les seigneurs s'étaient quasiment tous convertis au protestantisme. Mais le doyen du Grand-Chapitre de la cathédrale de Strasbourg restait propriétaire de la dîme de tout le village, ainsi que du clocher-chœur et de la sacristie de l'église. Une nouvelle construction devant être financée par les deux confessions, il fallait concilier les intérêts des uns et de l'autre. Toutefois, le baron Frédéric François de Falckenhayn, puis son fils Charles Gustave, acquirent la quasi-totalité de la seigneurie autour de 1750. Puisqu'il ne restait alors plus que deux propriétaires, il devenait possible de discuter de la construction d’une nouvelle église.

## Le simultaneum
Le simultaneum est une réglementation instaurée en 1684 par Louis XIV qui permettait aux catholiques d’utiliser les églises protestantes pour y célébrer leur culte. Le chœur devait revenir aux catholiques dès lors qu’il y avait sept familles de cette confession dans la commune. Cette mesure a été imposée dans les localités entièrement protestantes pour y faciliter la pénétration catholique, suivant la politique royale, qui cherchait de favoriser l’expansion du catholicisme dans une Alsace largement protestante. Le simultaneum a concerné progressivement 163 églises en Alsace jusqu’à la fin du XVIIIe siècle.
Cette cohabitation était un point de discorde et un prétexte à chamailleries interminables entre communautés religieuses. Après 1884, les évêques cherchèrent des financements pour construire une église catholique dans les villages concernés et parvinrent très souvent à leur but. Après 1945, l’esprit de tolérance progressa et l’alternance des cultes fut plus régulière, parfois il y eut même un autel commun. Aujourd’hui, le simultaneum subsiste dans 50 localités d’Alsace. Il est devenu un facteur de rapprochement entre chrétiens après avoir été un motif de conflit.

## L'église actuelle
L'évêque suffragant du cardinal de Rohan, prince-évêque de Strasbourg, invita en 1758 le Grand-Chapitre, le baron de Falckenhayn et la communauté protestante à construire une nouvelle église. Le Grand-Chapitre avait chargé l'architecte Massol (architecte du Palais Rohan à Strasbourg) de faire un devis, mais le montant en était trop élevé. Le baron de Falckenhayn s'adressa alors à l’architecte Le Mire, à qui il fut demandé de réduire la hauteur de la nef pour diminuer le coût de la construction.
La communauté protestante finança la nef, les tribunes (7 500 livres) et le Grand-Chapitre le chœur, la sacristie, le clocher (4 000 livres). L’église fut construite en 1767-68 d'après les plans de Le Mire par le maître-maçon Jean-Michel Riescher d'Obernai et par le charpentier Kappler, qui commencèrent par se disputer les matériaux de construction, puis s’accordèrent pour construire ensemble les deux secteurs commandités par deux organismes différents.
Il y eut néanmoins deux cérémonies de consécration : le curé d'Ernolsheim-Bruche, Christophe Hallez consacra le chœur le 4 septembre 1768 ; la nef protestante fut inaugurée quatre jours plus tard par le pasteur Roser, de Kolbsheim.

### Description de l'extérieur
Le bâtiment étant très enclavé, il n’est pas possible au public d’en faire le tour. Néanmoins, l'accès ancien vers la nef depuis les jardins du château, situés au sud, est toujours praticable. C'est de cet endroit aussi que s'élève l'escalier qui débouchait dans la tribune seigneuriale, avant que celle-ci ait été supprimée en 1969. 
Le clocher carré, bardé d'ardoises, a remplacé en 1874 le clocheton qui s'élevait au-dessus du centre de la nef. Il est surmonté d'un étage à pans coupés, muni de quatre cadrans d'horloge, couvert d'un toit à six pans d'où émerge une croix en fer forgé, elle-même surmontée d'un coq doré. 
Placée en retrait par rapport à l'actuelle rue, la façade est très sobre, mais se distingue par son élégant pignon curviligne. La porte d'entrée est bordée d'un encadrement de grès gris clair mouluré, surmonté d'un faux claveau en léger relief. Elle est dominée par un fronton  triangulaire, au centre duquel se trouve une plaque inscrite. 

#### Le fronton
Rénovée par le sculpteur Raymond Keller de Molsheim à l'occasion du bicentenaire de l'église, l'inscription figurant sur cette plaque carrée évoque l'édification de l'église, mais célèbre surtout le seigneur de Falckenhayn :
IN

HONOREM

DEI TRIUNIUS

ECCLESIAE AEDIFICATIONEM

CURANTE PAGI DOMINO

GENEROS. CAROLO GUSTAVO

DE FALCKENHAYN

ALAE REGIORUM

EXERCITUUM

PRAEFECTO

PRAETORE AC XIII VIRO ARGENT;

IOH. CHRISTOPHI HALLEZ PAST. REG.

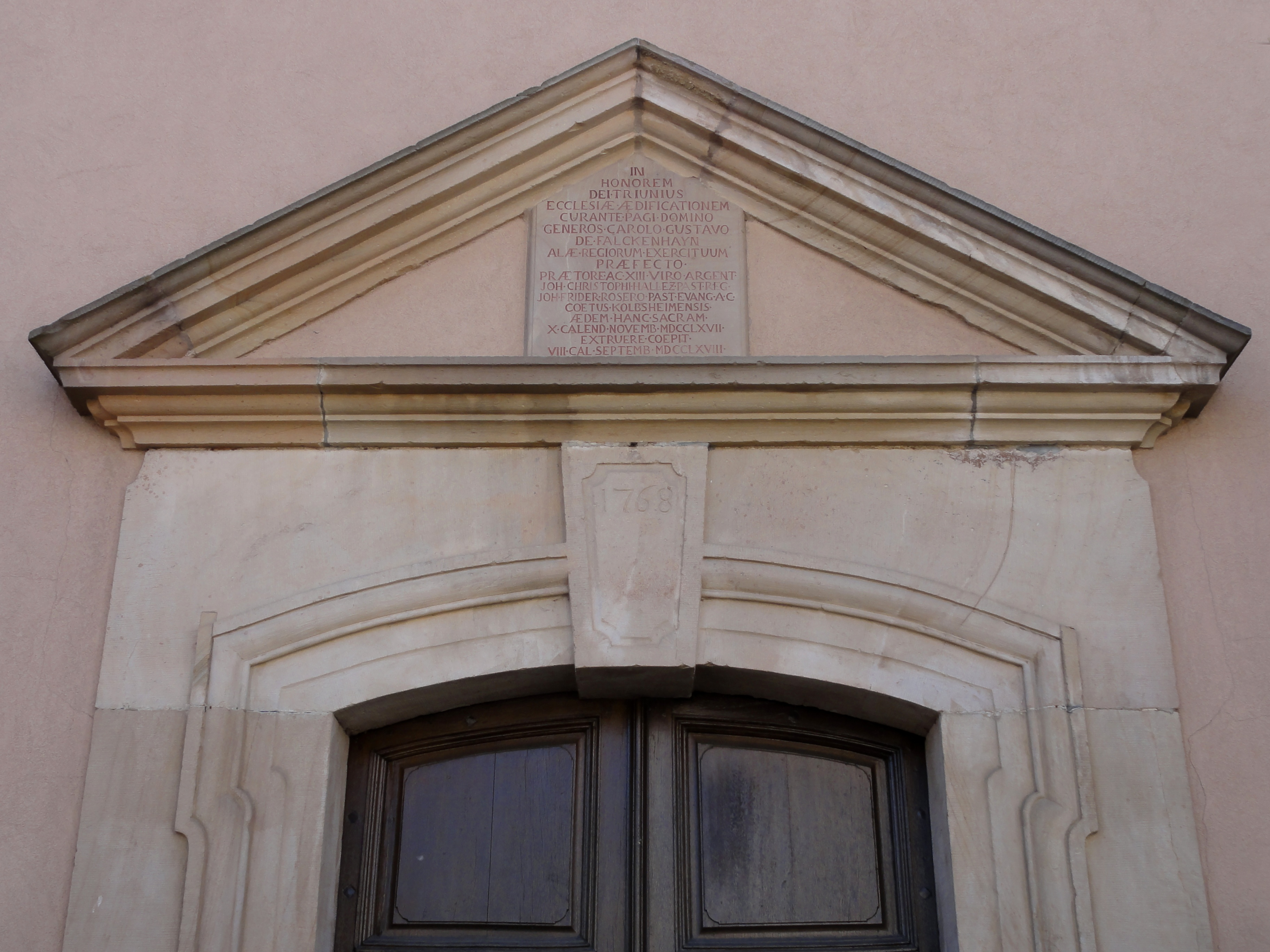
Le fronton

IOH. FRIDER. ROSERO PAST. EVAN. A. C.

COETUS KOLBSHEIMENSIS

AEDEM HANC SACRAM

X CALEND. NOVEMB. MDCCLXVII

EXTRUERE COEPIT

VIII CAL. SEPTEMB. MDCCLXVIII

PERFECTAM VIDIT

1768
Traduction : « En l’honneur du Dieu trinitaire, le seigneur du village étant le généreux Charles Gustave de Falckenhayn, colonel des armées du Roi, Stettmeister et membre du Conseil des XIII de Strasbourg, Jean Christophe Hallez étant curé royal, Jean Frédéric Roser étant pasteur évangélique de la Confession d’Augsbourg, la communauté de Kolbsheim a commencé l’édification de ce sanctuaire le 10 des calendes de novembre 1767 (23 octobre) et l’a vue achevée le 8 des calendes de septembre 1768 (25 août) ».

### Description de l'intérieur de l'église simultanée

#### La nef
Près de l’entrée est placé un tronc à offrandes en bois, dont la partie supérieure, bardée de fer, présente la forme d'une simple boîte quadrangulaire. Celle-ci est fixée sur la partie inférieure d'un balustre réutilisé, qui peut être daté du début du XVIIIe siècle.
Les deux éléments essentiels qui se trouvent dans la nef sont la chaire et l'autel protestant. La chaire se compose d'un abat-voix campaniforme mouluré et surmonté d'une croix latine, ainsi que d'une cuve suspendue, terminée en bas par un élément cylindrique à gorges, qui rappelle
l'objet emblématique du village, le pilon (Kolwe) servant à tasser le raisin dans les cuves lors des vendanges.  Un escalier, dont la rampe pleine est animée de panneaux moulurés se poursuivant sur la cuve, est aménagé contre les murs de l'angle nord-ouest de la nef. 
Muni à l'arrière de deux portes à ferrures et boutons en laiton, l'autel est discrètement orné de moulures à angles droits caractéristiques du début du XVIIIe siècle. Sur les côtés, deux poignées permettent de le déplacer vers le côté afin de dégager la vue vers le chœur durant la messe.  
Contre le mur nord de la nef est fixée une plaque de pierre peinte portant les mots : Des Herrn Wort bleibet in Ewigkeit (« La parole du Seigneur demeure éternellement »). Il pourrait s'agir d' une ancienne épitaphe réutilisée. Provenant sans doute de l'ancienne église, le baptistère octogonal porte la date de 1691 (date d’introduction du simultaneum). Puisqu'il est utilisé par les deux confessions, il est placé à la jonction de la nef et du chœur.

## Le chœur
Dans le chœur attribué aux catholiques, qui était fermé par un banc de communion (disparu), se dresse sur un socle en forme de colonne une statue de Vierge à l'Enfant écrasant le serpent (fin du XVIIIe siècle). Elle tenait sans doute un sceptre aujourd'hui disparu.  
C'est le style néogothique du XIXe siècle qui caractérise le maître-autel catholique actuel, en bois sculpté et peint. Le fond se compose d'une galerie architecturée aux ouvertures à arc brisé ajourées, agrémentées de nombreux gâbles et pinacles et flanquées de niches latérales à dais, garnies de deux statues d’ange, tandis qu'au centre, le crucifix et le tabernacle sont intégrés sous un autre dais à pinacle. 
À l'arrière de cet autel se trouve un confessionnal à parois rabattables, qui pouvait être déplié pour être utilisé, puis replié après usage contre le dos de l'autel. Contre le mur de fond du chœur est fixée une plaque en hommage à Charles Mathieu Silvestre de Dartein (Toulon, 1749-1814), avocat du roi, conseiller préfectoral, dont la stèle funéraire se trouve encore dans l'ancien cimetière.
Financé vers 1860 par la famille de Georges Humann, propriétaire du château au XIXe siècle et ministre des Finances de Louis-Philippe, le vitrail du chœur représente saint Léger, patron de l'église. Dans la nef, quatre vitraux ont été mis en place en 1979. Ils sont l'œuvre du maître-verrier Wehrle de Haguenau ; deux d'entre eux représentent des scènes de l'Ancien Testament et les deux autres des scènes du Nouveau Testament.

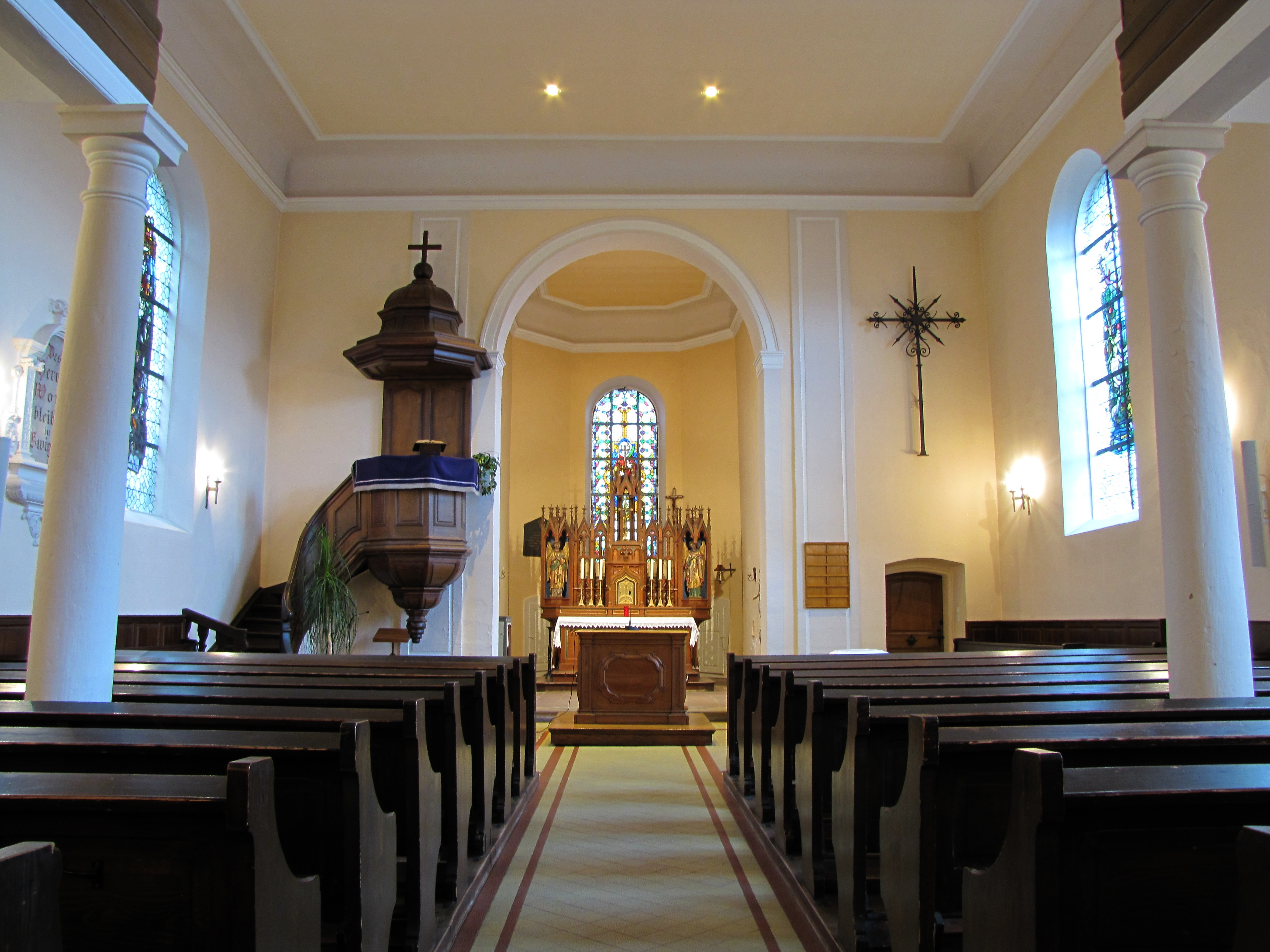
Vue intérieure de la nef vers le chœur
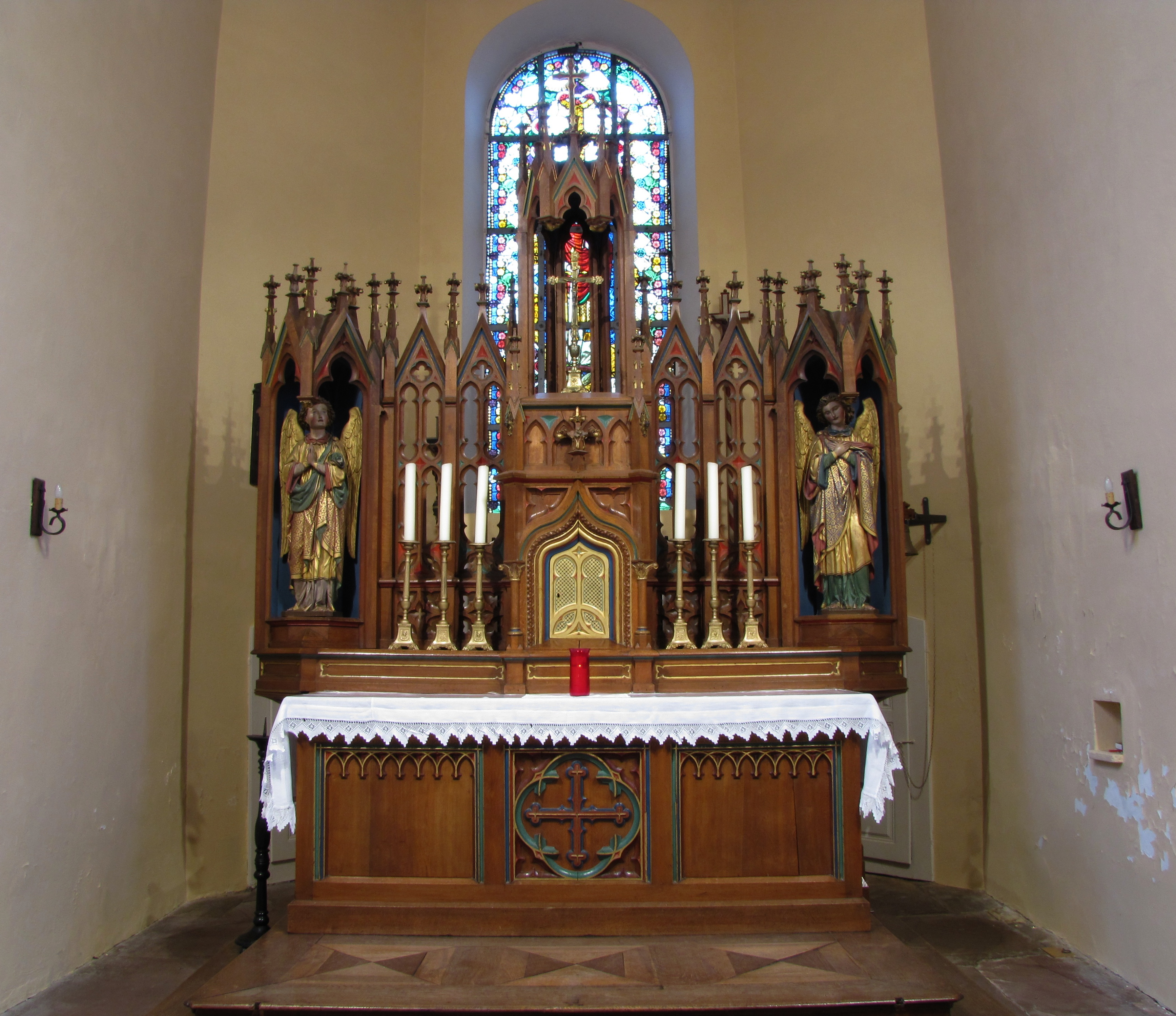
Maître-autel (XIXe)
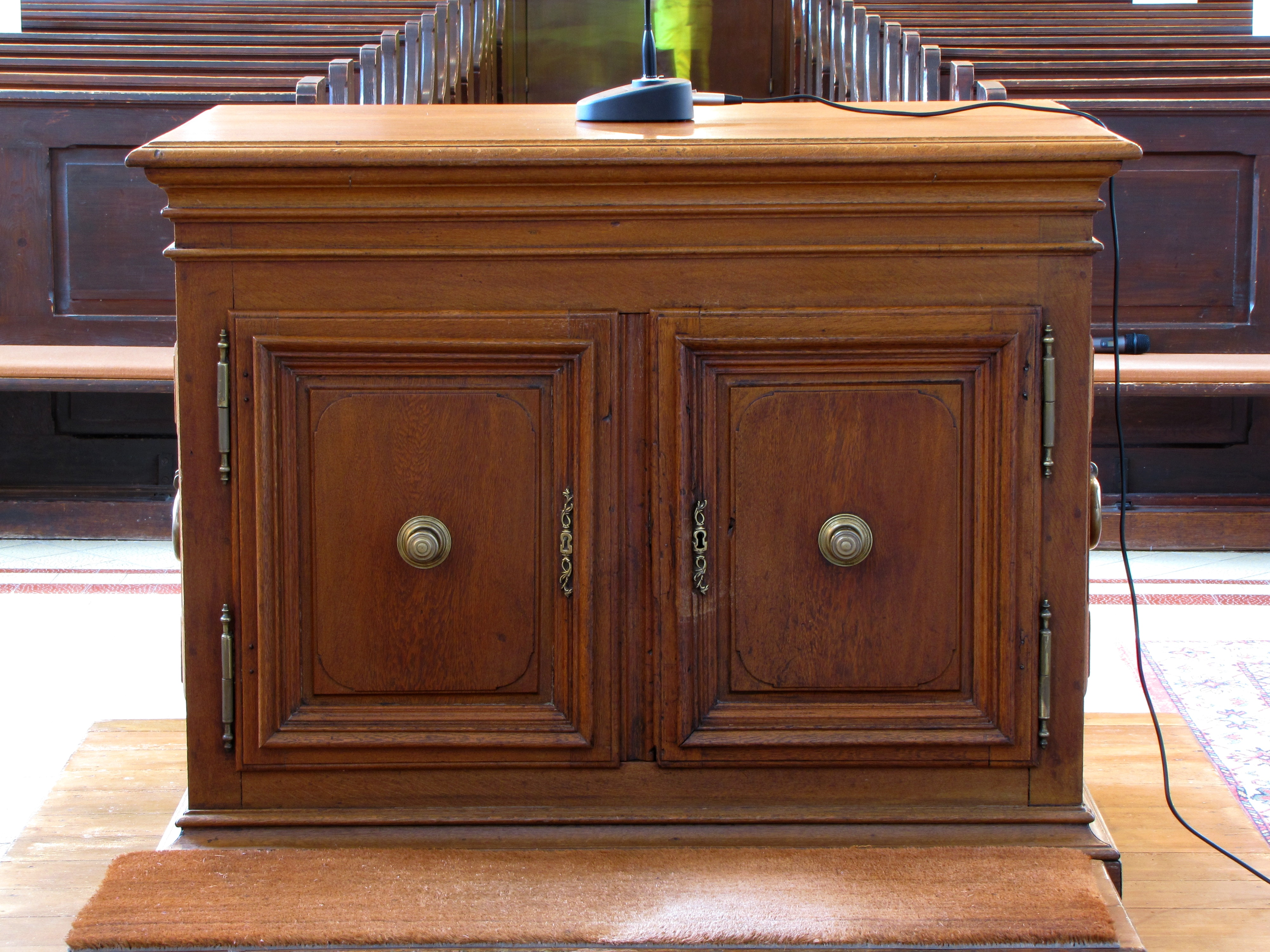
Autel protestant déplaçable (XVIIIe)
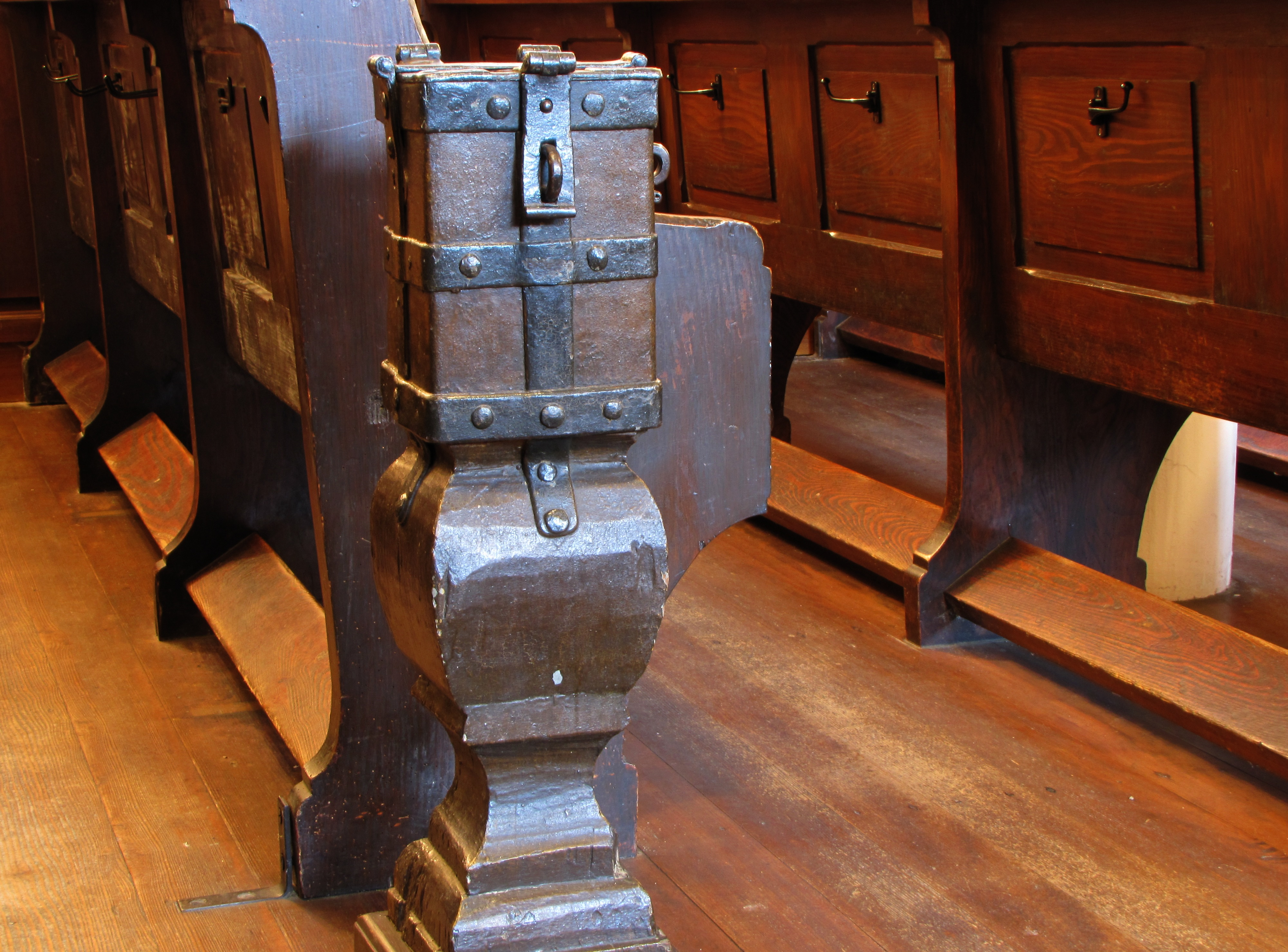
Tronc à quêter (XVIIIe)
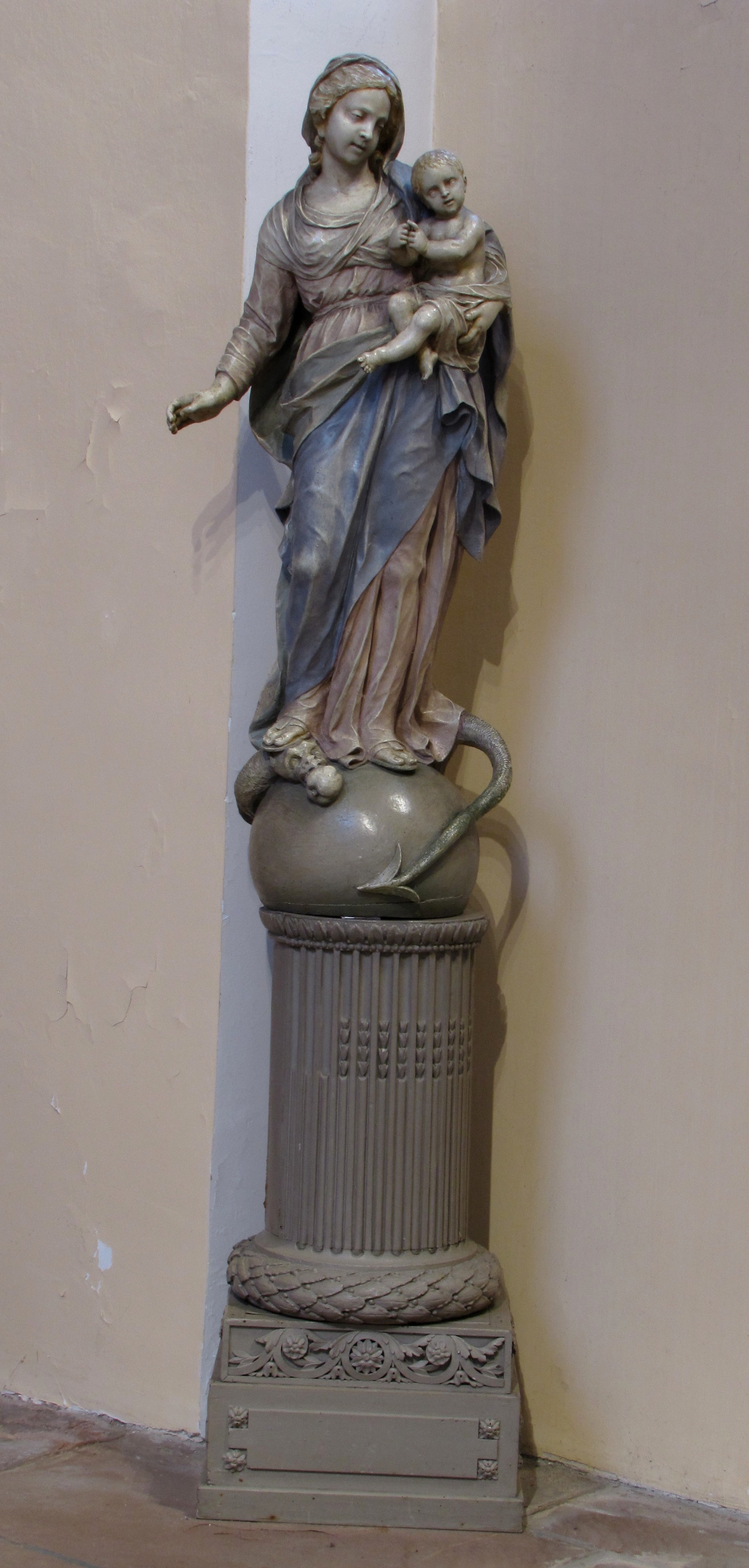
Vierge à l'enfant (XVIIIe)
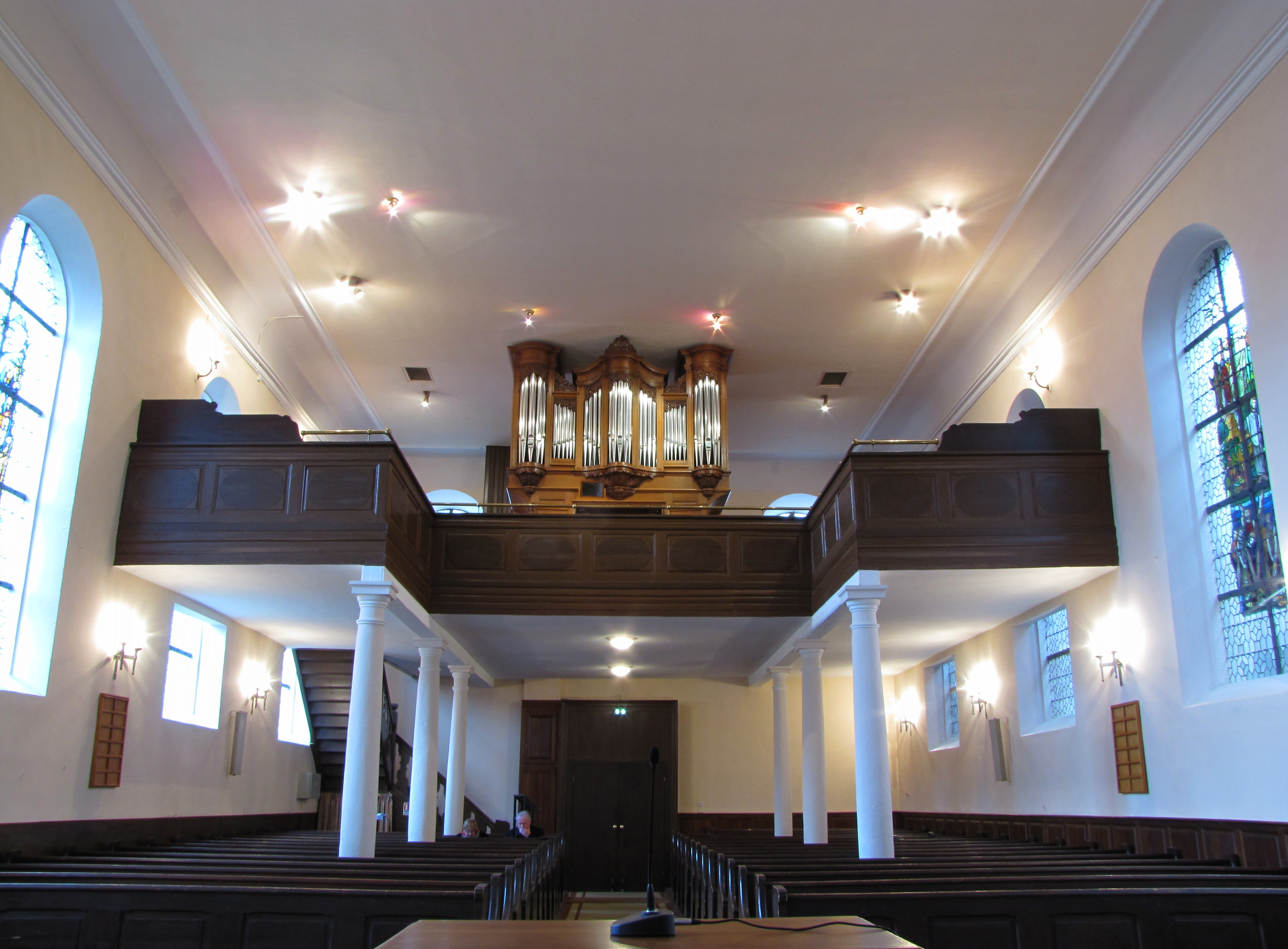
Vue intérieure de la nef vers la tribune d'orgue

### Orgue

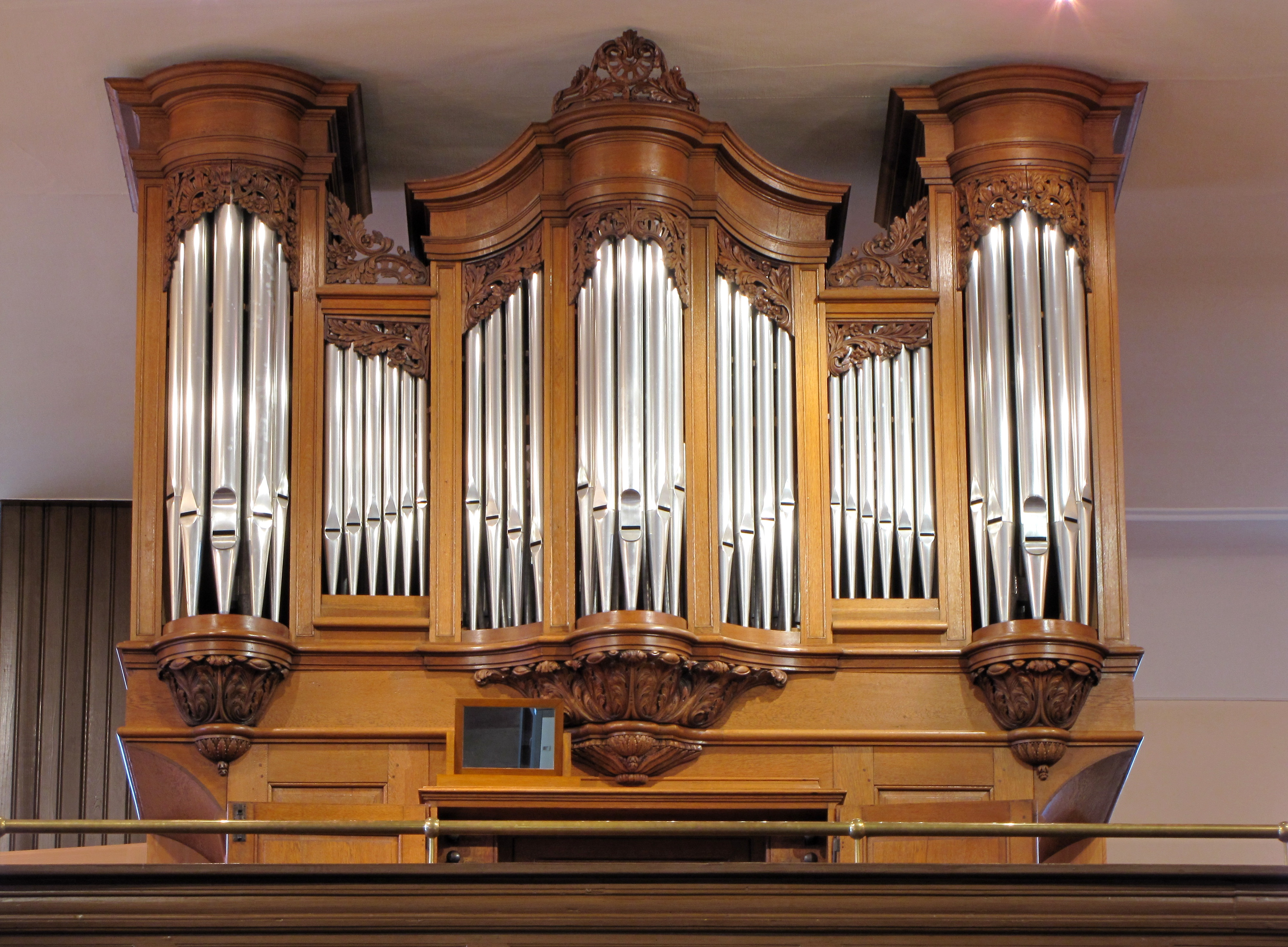
Orgue de l'église Saint-Léger de Kolbsheim

#### Instrument de 1792 (Conrad Sauer)
Construite en 1768, l’église simultanée de Kolbsheim, dédiée à saint Léger, fut dotée d’un orgue dès 1792. Les travaux furent confiés à Conrad Sauer, facteur d’orgues à Strasbourg et successeur des célèbres Silbermann, pour la somme totale de 1 000 gulden. La composition et les principales caractéristiques de l’instrument étaient les suivantes :

Clavier (51 notes en bois d’ébène et os)
- Prestant	4 pieds
- Bourdon	8 pieds
- Flûte 		4 pieds
- Cornet		5 rangs
- Nazard		2 2/3 pieds
- Doublette	2 pieds
- Tierce		1  ¾ pied
- Fourniture	3 rangs

Pédalier (13 notes)
- Soubasse	16 pieds
- Octavenbass	8 pieds

Trémulant (tremblant) fort
Trémulant (tremblant) doux
Alimentation en vent par deux soufflets de 6 pieds sur 3 pieds 2 pouces comportant 7 plis
Console en fenêtre
Buffet en chêne sculpté, à l’exception de la partie arrière contenant les jeux de pédale, en sapin.

L’instrument fut complété en 1817 par l’adjonction d’un jeu de cromorne au clavier et de trompette à la pédale pour la somme de 400,- Francs. L’emplacement de ces deux jeux avait été prévu sur les sommiers dès la construction en 1792.
Cet orgue constitua une pomme de discorde entre catholiques et protestants tout au long du XIXe siècle, surtout après le partage en 1806 de la caisse de la Fabrique entre les deux confessions. En 1817, un jugement du Tribunal de Première Instance de Strasbourg attribua l’orgue à la Paroisse Protestante, le curé d’Ernolsheim-sur-Bruche (qui desservait Kolbsheim) devant obtenir chaque dimanche l’autorisation écrite du Pasteur pour disposer de l’orgue. 
En 1838, une crise confessionnelle éclata entre les deux communautés : les Catholiques voulaient se servir de l’orgue sans avoir à demander la permission. Vint se superposer un différend entre les deux instituteurs-organistes à propos de leurs droits sur l’utilisation de l’herbe qui poussait sur la partie non occupée par les tombes au cimetière. Il fallut l’intervention du Préfet et du pair de France Humann, ministre des finances du Roi Louis-Philippe et propriétaire du château de Kolbsheim, pour apaiser les querelles, relancées en 1839 par l’opposition des Protestants à la mise en place dans le chœur de l’église d’un tableau représentant saint Léger, patron de la paroisse catholique.

#### Instrument de 1901 (Walcker)
À la fin du XIXe siècle, l’orgue de Conrad Sauer était en mauvais état et l’architecture sonore baroque était passée de mode. L’orgue romantique se veut alors la reconstitution d'un orchestre symphonique, dans lequel chaque famille de jeux de fonds (flûtes, bourdons et gambes) devait être représentée. Ce principe appliqué aux petits instruments aboutit à une accumulation de jeux de 8 pieds avec une pauvreté affligeante en jeux de mutation et en jeux d’anche. La sonorité de l’orgue perd de sa clarté. Les nouveaux instruments sont (presque) tous dotés d’une transmission pneumatique, moins précise que l’antique transmission mécanique, mais tellement plus moderne !  Dans ce contexte, la restauration de l’orgue de 1792 ne paraît pas même avoir été envisagée. En 1900, le Conseil presbytéral décide de confier la construction d’un nouvel orgue à la manufacture Walcker de Ludwigsburg pour la somme de 3880,- Mark, avec une réduction de 80 Mark pour la reprise des matériaux récupérables de l’ancien orgue. Le buffet de Conrad Sauer ainsi que les tuyaux de façade devenue muets ont néanmoins été conservés. La composition était la suivante :

Clavier I (54 notes)
- Principal		8 pieds
- Flöte 			8 pieds
- Viola di Gamba		8 pieds
- Salicional		8 pieds
- Octav 			4 pieds
- Mixtur			2 2/3 pieds

Clavier II (54 notes)
- Gemshorn		8 pieds
- Lieblich Gedeckt	8 pieds
- Aeoline			8 pieds
- Flauto dolce		4 pieds

Pédalier  (27 notes)
- Subass			16 pieds
- Violon			8  pieds

Accouplements
- Clavier II avec clavier I
- Clavier I  avec Pédale
- Clavier II avec Pédale
- Tutti

Sommiers chromatiques à cônes pour transmission pneumatique
Console placée en fenêtre latérale avec dominos pour le tirage des jeux
Alimentation en vent par un soufflet à plis avec pompe actionnée par les pieds
L’orgue est réceptionné le 28 juin 1901 par le Musikdirektor Ernest Munch, organiste et professeur au Conservatoire de musique de Strasbourg. Dans le procès-verbal qu’il rédige à cette occasion, Munch confirme la bonne qualité de l’instrument, digne de la maison Walcker. Il estime que le nouvel orgue répond parfaitement aux besoins de la paroisse et représente ce qui se fait de mieux en matière de facture d’orgue. Il est satisfait du timbre caractéristique et du toucher franchement agréable. La dépense avait été entièrement financée par les paroissiens protestants et l’orgue n’était mis à la disposition de la paroisse catholique qu’à de rares occasions : enterrements, fête patronale.
En 1917, les autorités allemandes réquisitionnent les tuyaux en étain de la façade, qui étaient restés en place avec le buffet de Conrad Sauer. Comme ces tuyaux étaient muets, cette réquisition n’affecta pas le fonctionnement de l’instrument. Une étoffe verte est tendue à leur place pour habiller le buffet en bois. Elle y reste jusqu’en 1947, date à laquelle le facteur Georges Schwenkedel redonne à l’orgue son aspect habituel en plaçant des tuyaux de façade muets (chanoines) en zinc. En 1963, le facteur Ernest Muhleisen transforme l’Aoeline 8 du clavier II en Quinte 2 2/3 en raccourcissant les tuyaux. Enfin, en 1981, le facteur d'orgues Christian Guerrier procède à un relevage complet pour la somme de 20 513,- Francs.

#### Instrument de 1998 (Antoine Bois)[23]
À la fin du XXe siècle, le contexte « organistique » avait à nouveau complètement changé : l’esthétique sonore classique et baroque, ainsi que les techniques qui lui étaient associées (transmission mécanique notamment) avaient retrouvé la faveur des organistes et des facteurs d’orgues. Il était impensable de restaurer l’orgue de Kolbsheim en l’état et un projet de reconstruction fut élaboré sous l’impulsion de Jean-Jacques Bernard, instituteur et organiste. L’idée était de reconstruire un instrument sur le modèle de celui de Conrad Sauer en rajoutant un deuxième clavier et en le dotant d’un pédalier de 27 notes afin de permettre l’exécution d’un vaste répertoire dans les meilleures conditions. Il fallut d’abord régler le problème de la propriété de l’orgue Walcker : la Paroisse protestante céda ses droits à la Commune qui décida de passer commande d’un nouvel orgue destiné, sans aucune restriction, à servir aux cultes des deux confessions utilisant l’église et à participer à l’animation culturelle locale. 
Le cahier des charges, très précis, établi par Christian Lutz, expert auprès de la DRAC (Direction des Affaires Culturelles), fut adressé courant 1995 à 13 facteurs d’orgues dont la candidature avait été retenue par la Commune ou souhaitée par le Ministère de la Culture. Après dépouillement des offres, le marché fut attribué à Antoine Bois, facteur d’orgues à Orbey (Haut-Rhin) pour la somme totale de 738 950,-Francs hors taxe. La Commune obtint des subventions de l’État (221 685,- Francs) et du Conseil Général (224 124,- Francs). L’Association des Amis de l’Orgue de Kolbsheim, créée dès 1993, réunit le reste des fonds, soit 293 141,- Francs, en organisant concerts, soirées récréatives, expositions, excursions, ventes diverses, collectes... 
La composition et les caractéristiques du nouvel instrument sont les suivantes :

1er clavier (écho 51 notes)
- Bourdon 	8  pieds
- Flûte 		4  pieds
- Cornet 		3 rangs
- Trompette	8  pieds

2e clavier (grand orgue 51 notes)
- Bourdon	8
- Prestant	4  pieds
- Flûte		8  pieds
- Flûte		4  pieds
- Nazard		2  2/3  pieds
- Doublette	2 pieds
- Tierce	1 3/5  pieds
- Cornet	5 rangs
- Fourniture	4 rangs
- Cromorne	8 pieds  divisé en basse et dessus

Pédale (27 notes)
- Soubasse 	16 pieds
- Octavebasse	8  pieds
- Trompette	8  pieds
- Tirasse

Tremblant doux
Diapason 	(La	440 Hz)
Tempérament Valotti
Alimentation en vent par deux soufflets cunéiformes pouvant être actionnés à la main.
Le montage de l’orgue à Kolbsheim eut lieu de décembre 1997 à février 1998. L'instrument a été réceptionné par la Municipalité et inauguré le 5 avril 1998 par André Stricker, ancien professeur d’orgue au Conservatoire de Strasbourg. En 2006 un clairon 4 pieds est rajouté à la pédale par le facteur Antoine Bois pour un prix de 8 280,- € hors taxes.  Dans sa configuration actuelle, l’instrument compte 18 jeux. Il est bien adapté à l’interprétation d’un vaste répertoire dans les domaines de la musique d’orgue classique, aussi bien française qu’allemande.

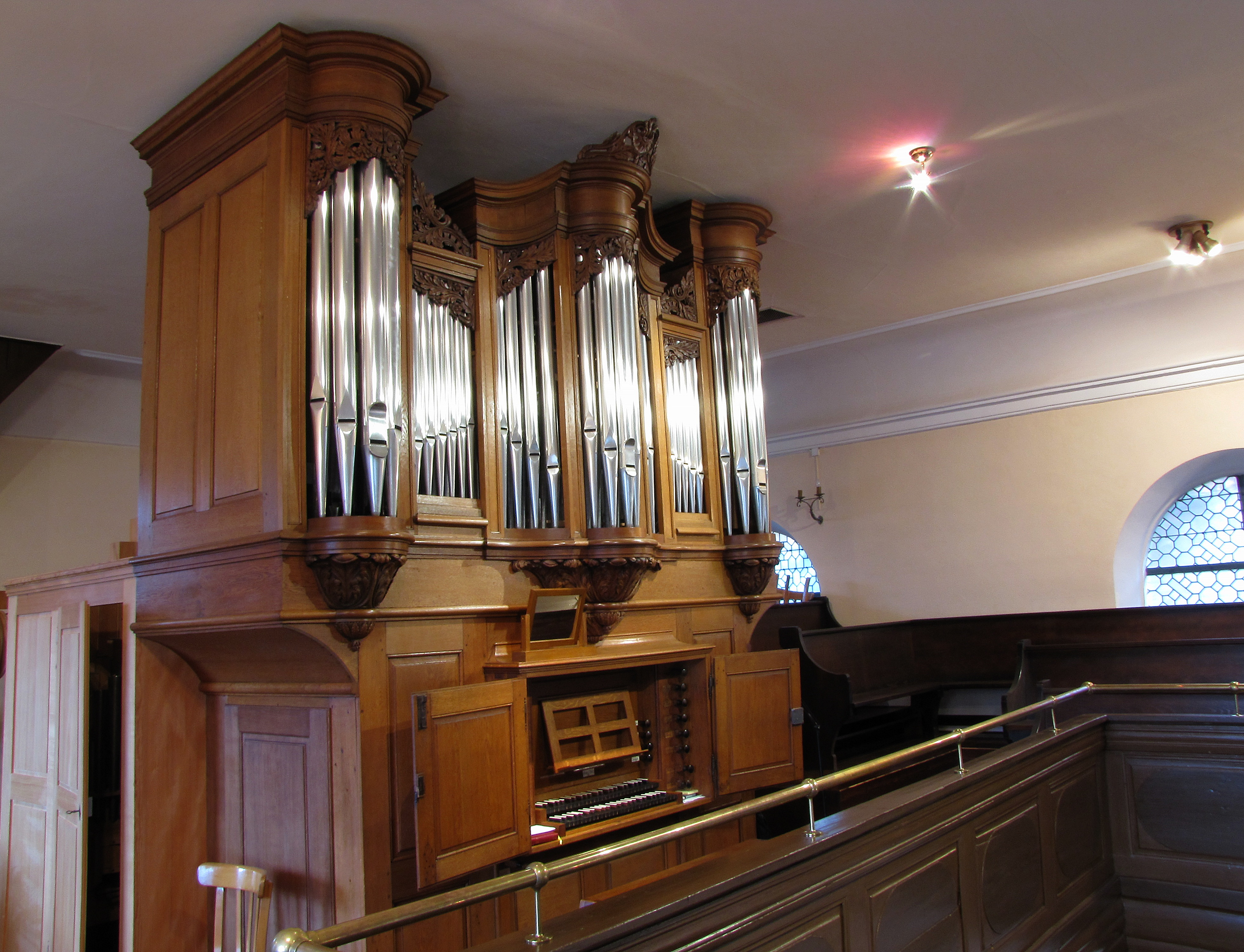
Vue d'ensemble
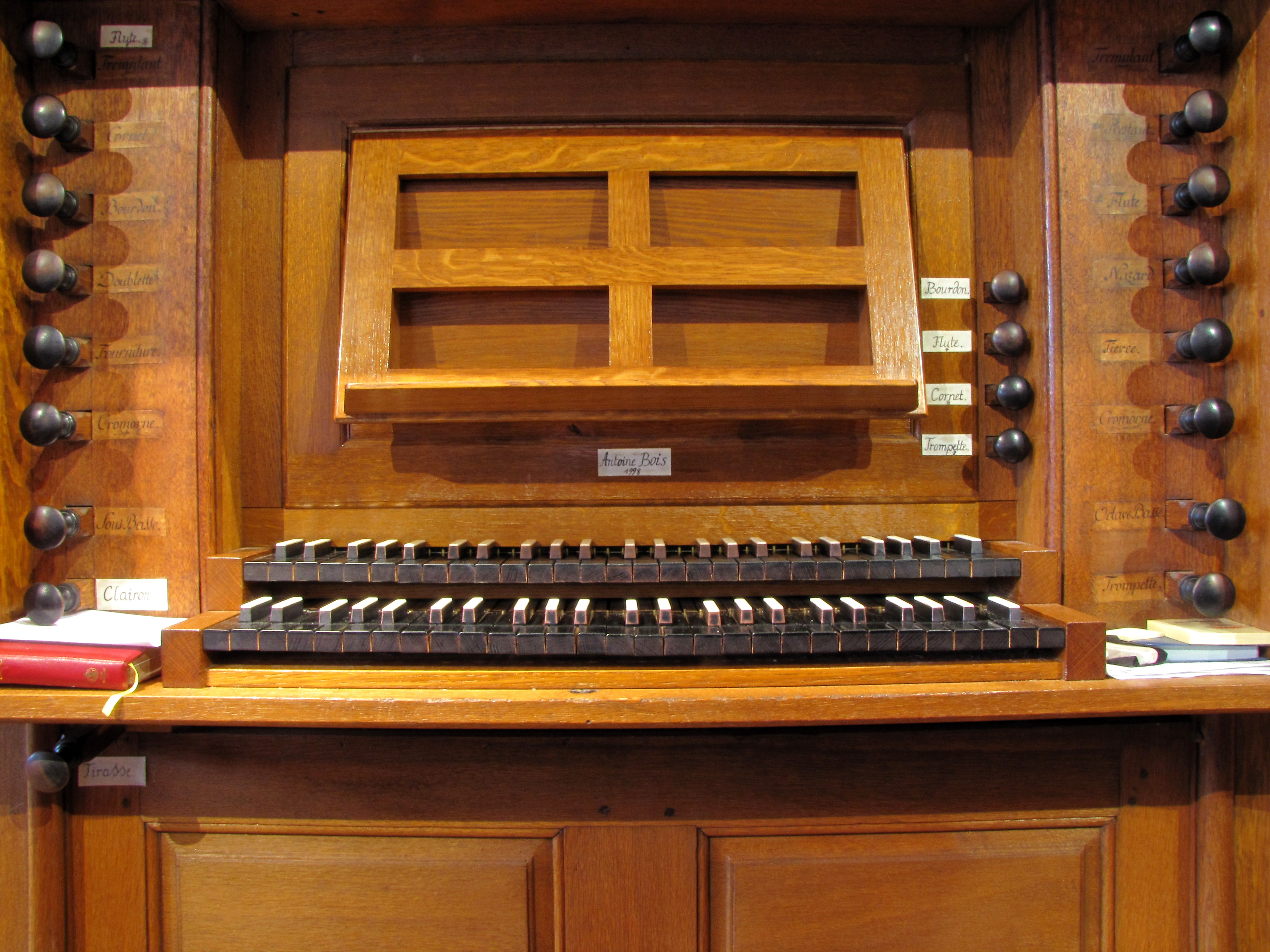
Console en fenêtre reconstituée avec tirants
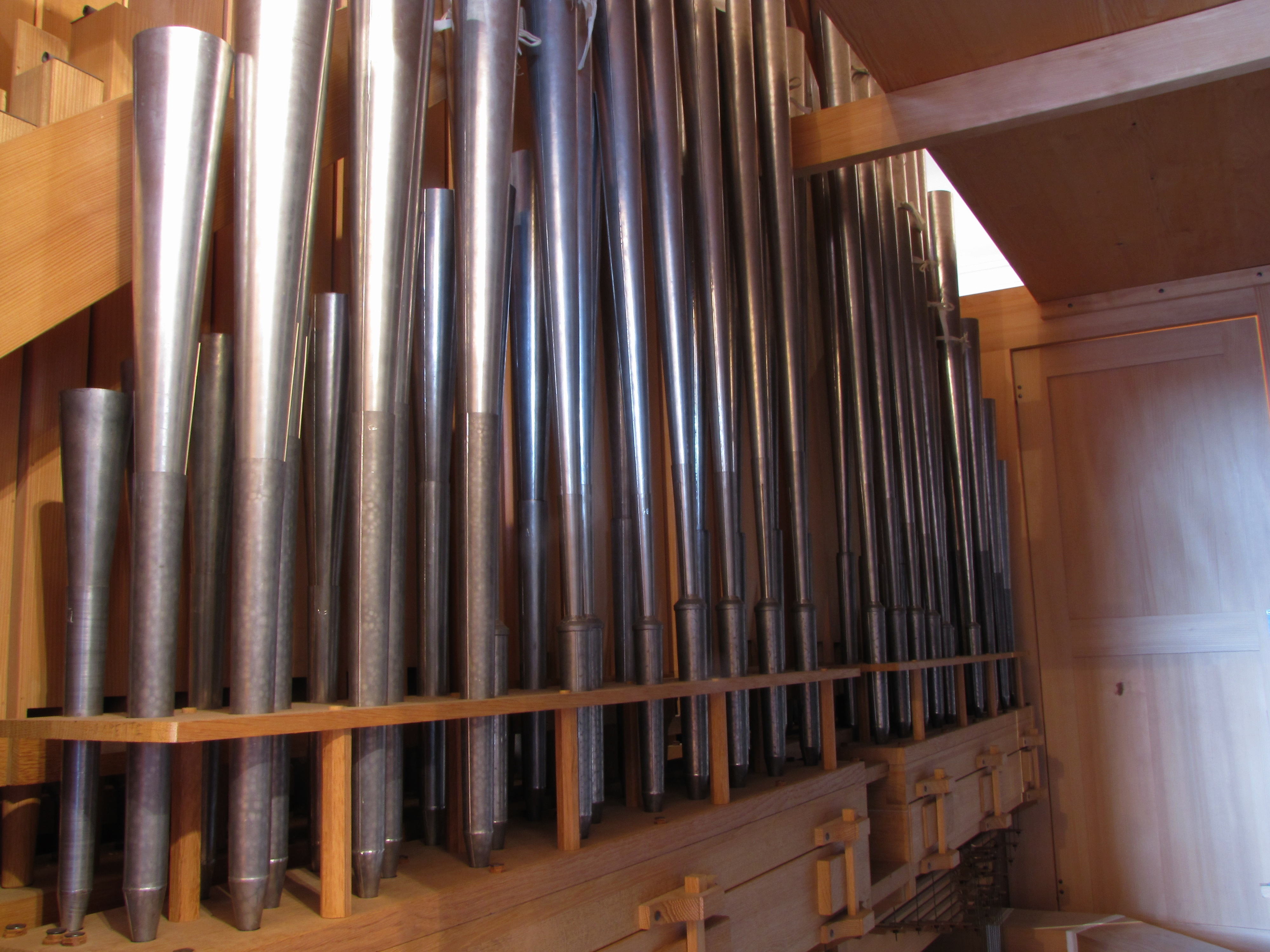
Tuyaux d'orgue
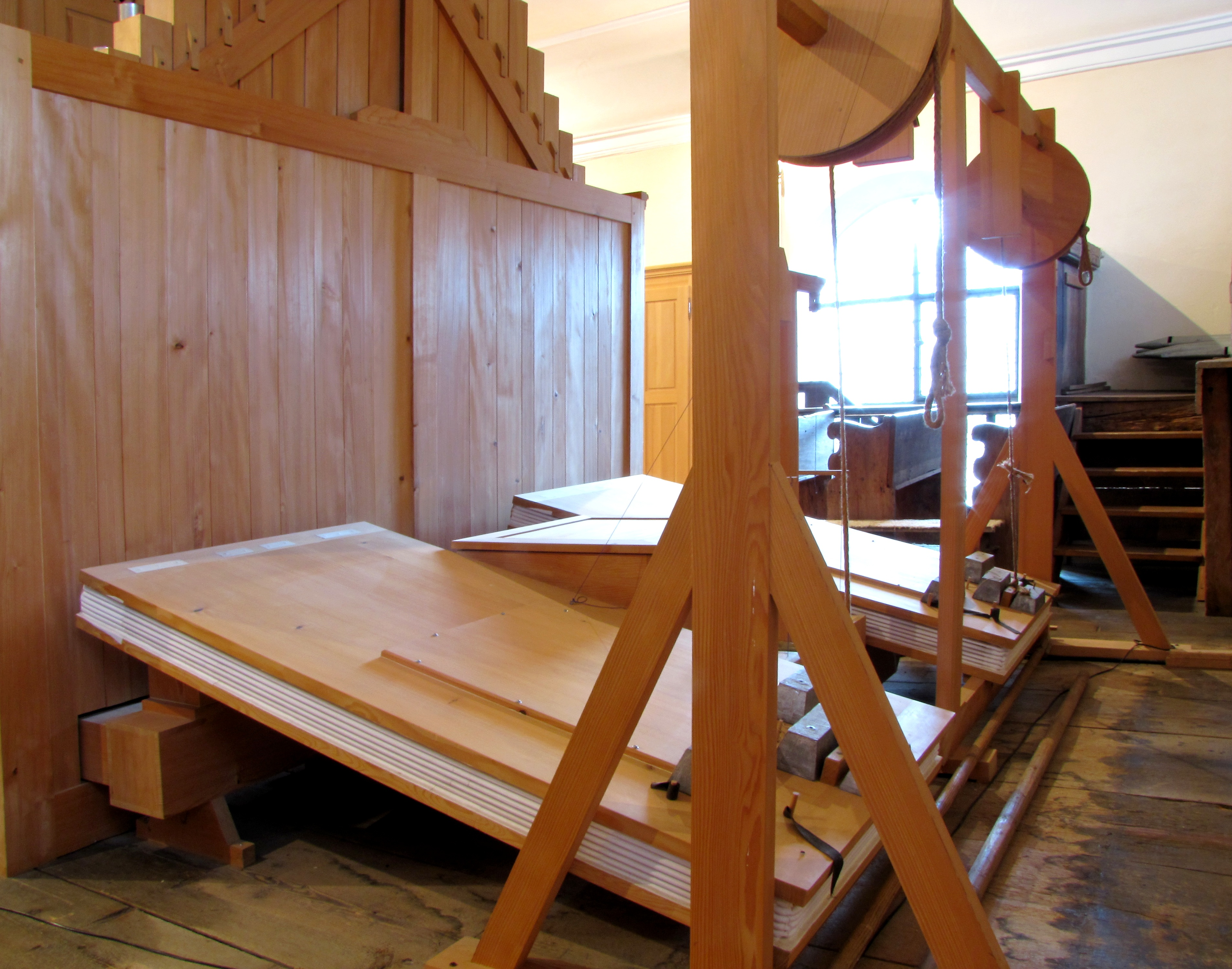
Soufflets cunéiformes reconstitués

### Sources
- Caisse de crédit mutuel Les Châteaux (dir.), Kolbsheim : histoire et mémoire, Coprur, Strasbourg, 2004, 415 p.  (ISBN 2-8420-8125-0)
- Pie Meyer-Siat, « L’orgue Conrad Sauer de Kolbsheim », in Annuaire de Molsheim, 1970, p. 54-56
- Claude Muller, « Une crise confessionnelle à Kolbsheim (1838–1839) », Annuaire de Molsheim, 1982, p. 123-127
- Gérard Westphal, « Le bicentenaire de l’église de Kolbsheim », Annuaire de Molsheim, 1968
- Orgues en Alsace, vol. 3, Inventaire technique des orgues du Bas-Rhin, ARDAM 1984–1985
- Kolbsheim : l’orgue de l’église simultanée (brochure éditée en 1994 par l’Association des amis de l’orgue de Kolbsheim)
- L’orgue de l’église simultanée de Kolbsheim (brochure éditée en 1998 par l’Association des amis de l’orgue de Kolbsheim)

### Archives
- Archives départementales du Bas-Rhin (Cote 2 G 246)
- Archives de la Paroisse protestante de Kolbsheim
- Archives communales de Kolbsheim